# Didymoglossum wesselsboeri
Espèce
Didymoglossum wesselsboeri est une fougère de la famille des Hyménophyllacées. 

## Description
Cette espèce dispose des caractéristiques suivantes :
- le rhizome est rampant et filiforme ; il est très largement couvert de poils ;
- les frondes petites - de moins de 3 cm de long et de large - ont un pétiole court et une forme oblongue, et sont légèrement lobées ;
- des fausses nervures parallèles aux vraies nervures avec de fausses nervures submarginales, caractéristiques du sous-genre Microgonium ;
- une indusie tubulaire, aux lèvres dont les cellules sont distinctes des tissus du limbe.

Comme toutes les espèces du genre, celle-ci compte 34 paires de chromosomes.

## Distribution
Cette espèce, tant épilithique qu'épiphyte dans les zones humides, est présente surtout dans les Caraïbes (Antilles, Cuba) et en Amérique du Sud (Guyane).

## Historique
En 1831, William Jackson Hooker et Robert Kaye Greville décrivent cette espèce croyant avoir affaire à Trichomanes muscoides qui avait été décrite par Olof Peter Swartz en 1801.
En 1843, Karel Bořivoj Presl, à partir de l'exemplaire envoyé de Guyane par Leprieur constate qu'il s'agit d'une espèce différente et la renomme Trichomanes hookeri. Il la place aussi dans le sous-genre Eutrichomanes. En choisissant comme épithète spécifique le nom du descripteur, comme cela en est l'usage pour lever une homonymie, Karel Bořivoj Presl va engendrer des homonymies ultérieures, en raison des multiples révisions de la famille et du nombre d'espèce dédiées à William Jackson Hooker.
William Jackson Hooker en 1846, Roelof Benjamin van den Bosch en 1859, John Gilbert Baker en 1875 et Carl Frederik Albert Christensen en 1906 confirment bien la différence entre les deux espèces.
En 1848, Karel Bořivoj Presl la déplace dans le genre Microgonium : Microgonium hookeri (C.Presl) C.Presl
En 1875, Karl Anton Eugen Prantl la déplace dans le genre Hemiphlebium : Hemiphlebium hookeri (C.Presl) Prantl. Il crée par là même un homonyme, Karel Bořivoj Presl ayant déjà appelé une autre espèce du même nom.
En 1962, Jan Gerard Wessels Boer publie une étude sur la section Didymoglossum concernant quatre espèces américaines, en particulier Trichomanes hookeri. L'épithète spécifique forgé sur son nom est une dédicace par Atsushi Ebihara et Jean-Yves Dubuisson en raison de cette étude.
En 1974, Conrad Vernon Morton la classe dans le genre Trichomanes sous-genre Didymoglossum, section Microgonium p. 192
En 1989, Rolla Milton Tryon et Robert G. Stolze suggèrent une synonymie de Trichomanes kapplerianum avec Trichomanes hookeri mais cette synonymie n'a pas été retenue par Ebihara & al.
Enfin, quand en 2006, Atsushi Ebihara et Jean-Yves Dubuisson veulent la reverser dans le genre Didymoglossum, ils sont obligés de lui donner une autre épithète spécifique puisqu'une autre espèce sous le nom de Didymoglossum hookeri avait déjà été décrite par Karel Bořivoj Presl en 1843.

## Position taxinomique
L'espèce Didymoglossum wesselsboeri est classée dans le sous-genre Microgonium.
Cette espèce compte donc quatre synonymes, résultat des remaniements taxinomiques : 
- Hemiphlebium hookeri (C.Presl) Prantl
- Microgonium hookeri (C.Presl) C.Presl
- Trichomanes hookeri C.Presl
- Trichomanes muscoides Hook. & Grev.

Trois variétés avaient été décrites pour Trichomanes hookeri :
- Trichomanes hookeri var. cordifolium (Fée) Bonap. (1918) : voir Didymoglossum cordifolium Fée
- Trichomanes hookeri var. major Domin. (1929) : voir Didymoglossum cordifolium Fée
- Trichomanes hookeri var. minor Domin. (1929) : voir Didymoglossum cordifolium Fée

Enfin, Carl Frederik Albert Christensen identifie un autre synonyme : Microgonium berteroanum C.Presl.
Par ailleurs, Gustav Kunze, par la description de deux espèces qu'il croit être Trichomanes hookeri C.Presl, crée un homonyme :
- Trichomanes hookeri Kunze (1847) : voir Didymoglossum punctatum (Poir.) Desv. et Didymoglossum sublimbatum (Müll.Berol.) Ebihara & K.Iwats.

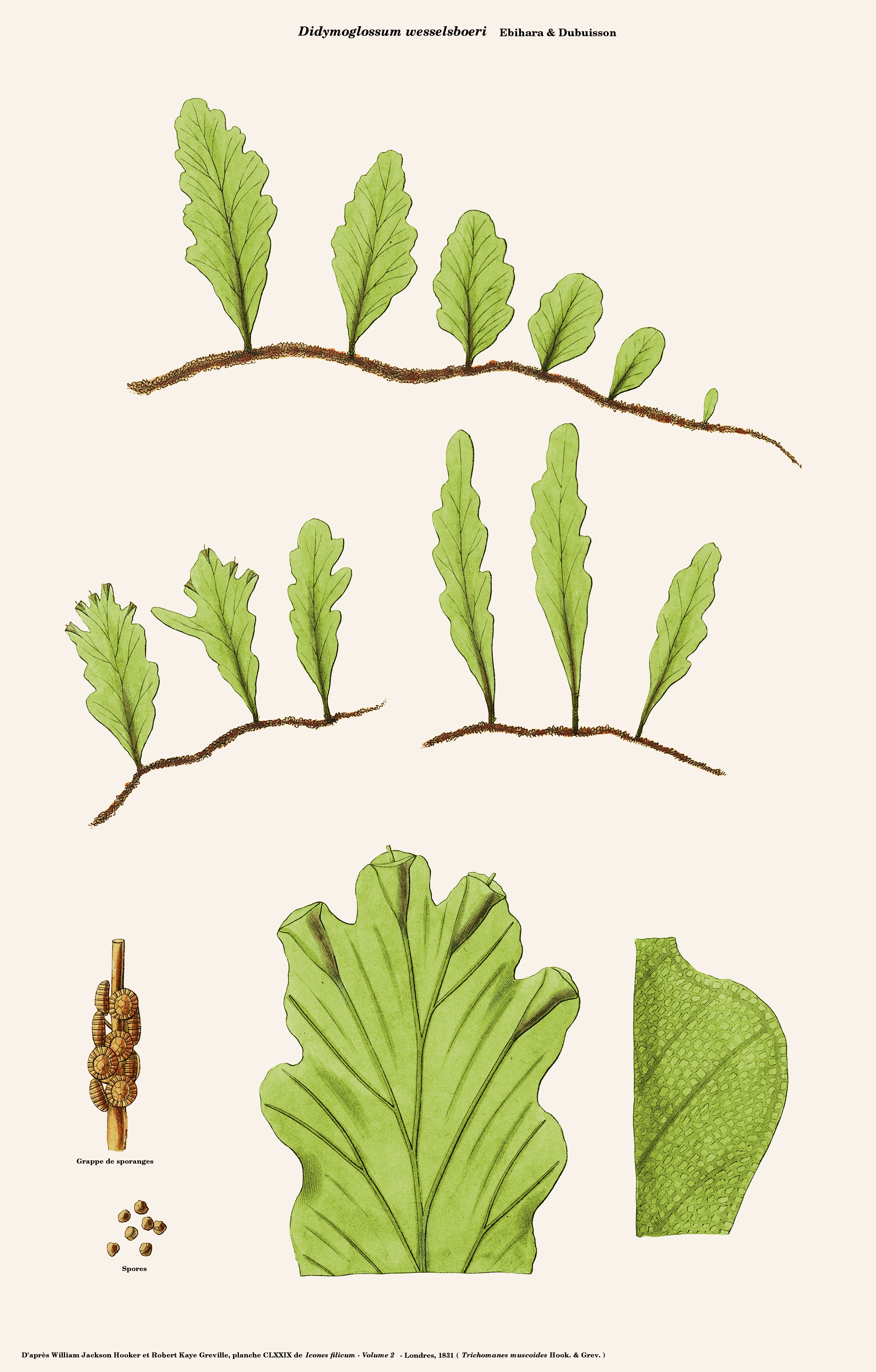
Planche de Hooker et Greville (Trichomanes muscoides Hook. & Grev.)
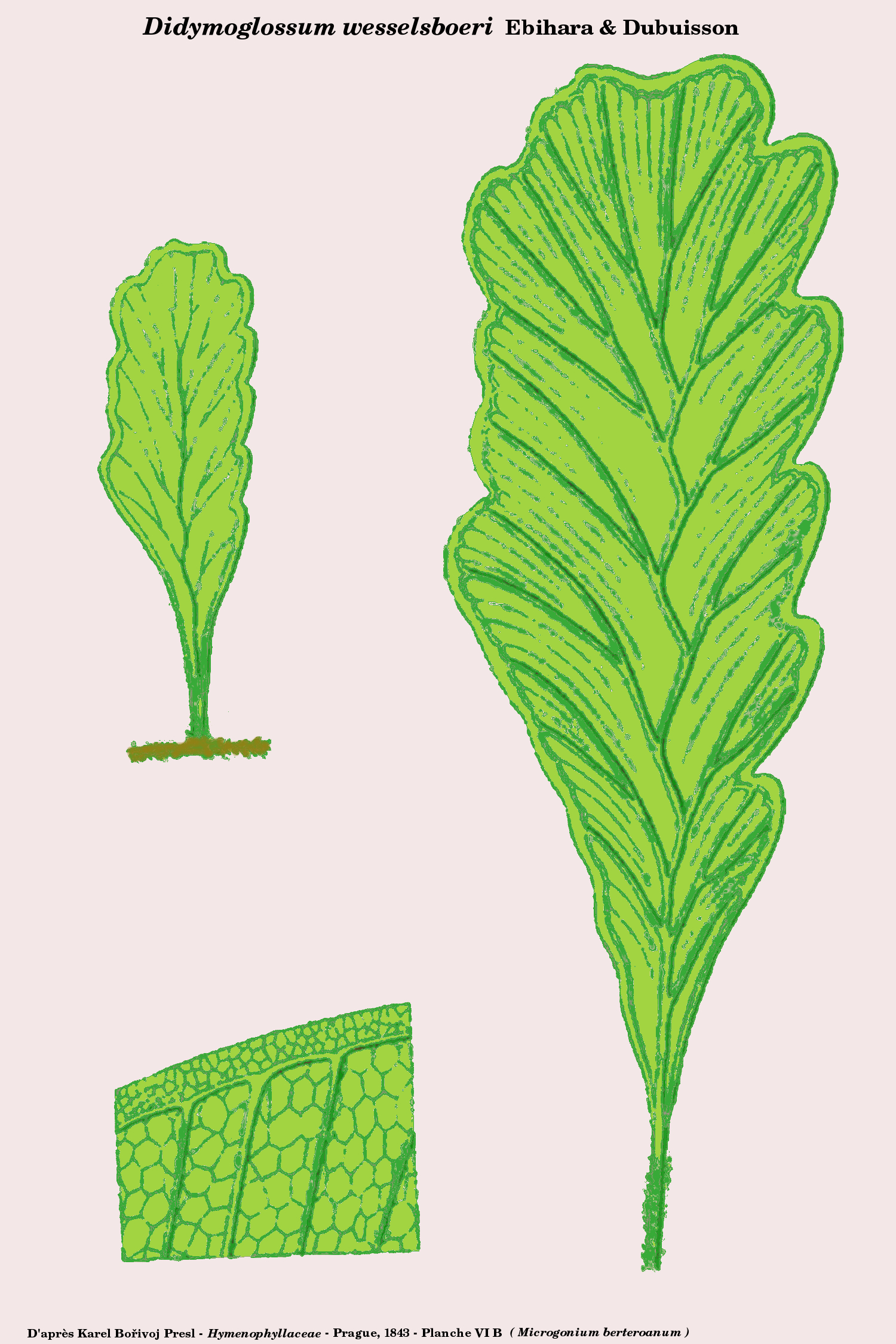
Planche de Presl